# Milton Aguilar
Napoleón Milton Aguilar (Bajada del Agrio, Neuquén, 26 de abril de 1934 - Neuquén, 2 de octubre de 2001) fue un locutor, periodista, recitador y poeta argentino.

## Su familia
Su padre Napoleón, que trabajaba en la policía, tuvo destino en varios pueblos del interior neuquino como Tricao Malal, Chos Malal, Picún Leufú, entre otros, y su familia debió acompañarlo. Su abuela materna era mapuche y esa ascendencia signó toda su vida tanto en su poesía como en su accionar ciudadano. 
Estuvo casado con Ana Matilde Anamati Villarino, con la que tuvo cuatro hijos; en la década de 1980 se divorció y formó nueva pareja con Marta Susana Poli, con quien tuvo dos hijos.

## Primeros años
Milton inició sus estudios primarios en Las Lajas y los concluyó en la Escuela N.º 2 de la ciudad de Neuquén, en cuyo Colegio General San Martín cursó el bachillerato. Cuando en forma prematura falleció su padre, su madre buscó ingresos recibiendo pensionistas en su casa.
Con inclinación hacia la poesía desde pequeño, Milton se destacaba en los recitados en los actos escolares, tanto por la facilidad de dicción y entonación como por su memoria. Era, al igual que su padre y sus hermanos, un gran aficionado a la práctica de la natación y al boxeo.

## El trabajo en la radio LU5
En 1945 comenzó a hacer recitados patrióticos en Radio LU5 Radio Splendid de Neuquén, perteneciente a la Red Argentina de Emisoras Splendid y al ser nombrado en ella locutor en 1949 fue el más joven de la época. Sus grandes maestros fueron Alfredo Cruz, Rita Salto y Magda Byrne. También integró la compañía de radioteatro Amancay, con la cual actuó en muchos pueblos del interior de la provincia.

## Los estudios universitarios
Viajó a Rosario, provincia de Santa Fe, para estudiar medicina pero por dificultades económicas volvió a trabajar en radio e integró una compañía de radioteatro con la que poco después, se transformó en «el galán del momento». Realizaban giras por el interior santafesino. Finalmente abandonó la universidad y retornó a Neuquén.
Durante 1955 y 1956 fue maestro rural en la escuela de Kilca, paraje cercano a Aluminé, lugar del que Anamati siempre recuerda los grandes fríos que llegaba a haber y que se tenían que tapar con todo lo que podían, y que en alguna oportunidad lo hicieron hasta con la bandera escolar. En época de nevadas los caminos se cerraban durante días y, como tampoco había transportes, la única manera de llegar a Aluminé era haciendo varias leguas a caballo, cosa que él tuvo que hacer en más de una oportunidad».
Desde muy joven comenzó a escribir siempre en relación con su tierra, herencia de su padre.

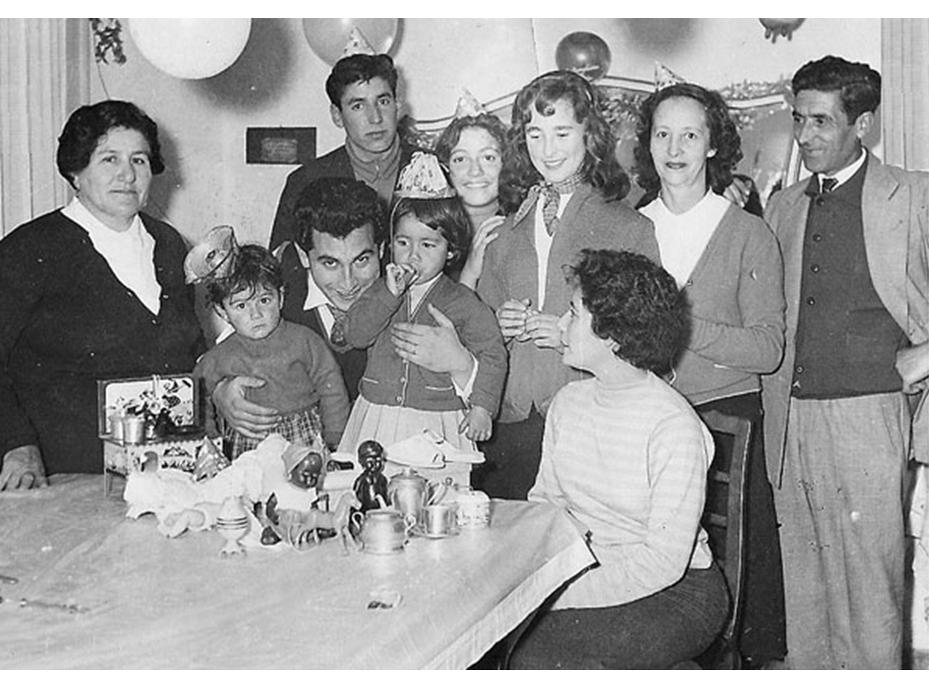
Milton Aguilar y familia

## Su gran pasión: la locución
Después que se reglamentara la actividad de locución fue uno de los primeros en obtener la licencia de Locutor Oficial Nacional en la provincia del Neuquén. Entre 1962 y 1964 se radicó en Buenos Aires, fue nombrado locutor estable en Radio Rivadavia, hacía «bolillos» en Radio El Mundo y Splendid y en Canal 11 , donde por entonces los avisos se daban vivo. En esa época conoció a figuras de los medios del momento: Héctor Larrea , Antonio Carrizo , Juan Carlos Rousselot , Fernando de la Vega , entre muchos otros, que contribuyeron en acrecentar su desarrollo profesional.
Trabajó en el lanzamiento de la revista Tanguera y al mismo tiempo colaboró con Julio Marbiz en Folklore, publicación de la que posteriormente fue corresponsal en su regreso a Neuquén.
Abrió una de las primeras agencias de publicidad de Neuquén, conocida como “Aguilar producciones-Radial-Gráfica-Televisiva”.
Con su vozarrón cálido, grave e inalterable», condujo y produjo programas radiales: Arriando ensueños, Reviviendo serenatas, Caravana (en LU19, La Voz del Comahue), Camino, Canto y Guitarra, Mangrullo Neuquino, un mirador para las escuelas de la patria –dedicado a las escuelas rurales de la provincia–. El programa radial que hacía con Dante Alvarado La Pta del Reserofue transmitido por más de 20 años.
Confeccionó la primera lista de nombres de origen mapuche y ella fue aceptada por el Registro Civil de la provincia del Neuquén.
Condujo festivales folklóricos como el Festival Folklórico Austral en Pico Truncado (provincia de Santa Cruz) donde lo galardonaron varias veces con el Pingüino de oro, el del Lúpulo en El Bolsón (provincia de Río Negro), el del Puestero en Junín de los Andes (Neuquén), el Festival del Cultrún, conducido conjuntamente con Aníbal Forcada. Fue jurado en el festival folklórico de Punta Arenas (Chile).

## Actividad política
En la década del ’60, en épocas de la proscripción al peronismo, participó activamente en el operativo político llamado Retorno del General Perón. En las elecciones de octubre de 1983, fue candidato a intendente por el Frente de Izquierda Popular (FIP) liderado por Jorge Abelardo Ramos.

## Asociación Amigos del Aborigen Neuquino
En 1972 fue uno de los fundadores de la Asociación Amigos del Aborigen Neuquino (ADAN), con la que lograron que se realice el primer Futa Traun -Gran Encuentro- en el que participaron entre otros el historiador y vecino ilustre neuquino Mario Raone y su esposa Mari Raone. Esta Asociación apoyó la iniciativa de mensura de las tierras ocupadas por pobladores aborígenes.

## Vida comunitaria
Milton Aguilar participó integró entidades vecinales de su provincia las del Tiro Federal, Bomberos Voluntarios y Bañeros, entre otras.
Participó de la apertura de la SADE filial Neuquén, en la que llegó a tener cargos en la comisión directiva. 
Fue elegido como el primer Presidente de la Comisión de Fomento del paraje Rincón de Las Perlas (Balsa de Las Perlas, Río Negro).

## Canal 7
En 1976, Aguilar dejó su trabajo de locutor por diferencias políticas con el interventor de la radio LU5 y concentró sus esfuerzos en la versión del programa La Posta del Resero transmitido por el Canal 7 de Neuquén; ese mismo año recibió el Premio Martín Fierro.

En 1992 condujo dos programas especiales de televisión producidos y transmitidos por Canal 7, uno dedicado a La Gesta de Mayo y otro al 92º Aniversario de la Ciudad de Neuquén, con artistas regionales del folklore, las danzas y la pintura. 

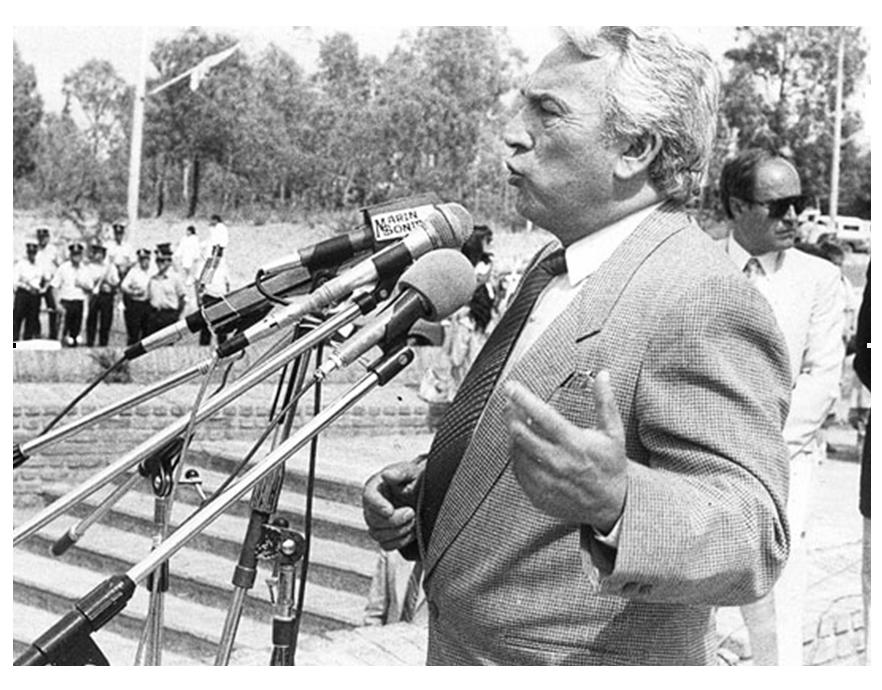
Milton Aguilar recitando

## Canciones
En los años 1960 el músico, compositor y poeta Marcelo Berbel musicalizó el poema que Aguilar había escrito años antes en Buenos Aires, Quimey Neuquén, su obra más conocida, que años después -en una versión de Quimey Neuquén, arreglada para coro por Raúl di Blasio en Zapala- fuera incorporada por el ministro de Educación de la Nación, Jorge Taiana, como una de las doce canciones obligatorias para ser interpretada en el nivel de enseñanza medio de todo el país.
Quimey Neuquén ha sido re-versionada por numerosos artistas de orden nacional como Los Trovadores, Chito Zeballos, Peteco Carabajal, Los hermanos Berbel y Rubén Patagonia, entre otros. En el año 2013, la primera versión que fuera grabada en los '60 por José Larralde fue remixada por Pedro Canale y sonó en la mundialmente famosa serie de televisión estadounidense Breaking Bad, de Sony Pictures Television, Inc..
Otros de sus poemas musicalizados fueron Luna y Michay, musicalizado por Berbel y grabado por los Hermanos Berbel; Dinastía de piedra homenaje a los caciques Calfucurá y Namuncurá y grabada por el exintegrante de Los Fronterizos, Eduardo Madeo; ¡Ay! Pehuén, en ritmo de loncomeo (ritmo musical patagónico), interpretado primero por Daniel Toro y más tarde por Marta Pirén. Las canciones Qué más da, Canta Catan Lil Canta y Padre Viento fueron versionadas por los Mellizos Pehuenches.
Hugo Berbel musicalizó el poema Humo, grabado por José Larralde, y Marité Berbel compuso una música a la que Aguilar puso letra: el Romance de Mamá Rosario, dedicada a la madre de Ceferino Namuncurá, canción que años más tarde también interpretaría Teresa Parodi.
En Neuquén, Milton durante los años '60, '70 y '80, organizó numerosos espectáculos folklóricos con la presencia de artistas que hasta ese momento no eran muy conocidos -como por ejemplo, Mercedes Sosa- y que luego serían figuras destacadas a nivel nacional e internacional.

## Publicaciones
En 1978 su poema Vivir fue publicado en Ediciones Tiempo de Hoy y el poema Rey de oro en Poesías y prosas 1978 de la SADE filial Neuquén. En 1980 el poema Ronda Redonda, escrito en homenaje a los 75 años de la Escuela N.º 2 figuró en Expresiones literarias del Neuquén, una antología de la SADE provincial. 
En 1982 escribió un poema en homenaje a uno de los soldados neuquinos caídos en la Guerra de Malvinas: A Jorge Néstor Águila. A principio de los ‘90 publicó su primer libro de poemas, Ñuque Mapu Neuquén.
Durante la década del ‘90 grabó, en formato de casete, junto a Los Mellizos Pehuenches, El Cantún Mapu, con canciones del dúo, poemas de su autoría (musicalizados por Luis Alberto Ibáñez) y recitados suyos. En 1991 una ley provincial declaró a Quimey Neuquén la canción oficial del Neuquén. En 1992 la Municipalidad de Neuquén editó una obra en formato casete llamada Los poetas y la ciudad, que incluye dos poemas de Aguilar, con recitados propios y musicalizados por Naldo: Coplitas paisanas y Padre nuestro –homenaje a los 90 años de Gregorio Álvarez–.

## Fallecimiento
La muerte accidental de su hijo Gabriel en 1995 agravó el Mal de Alzheimer y el deterioro progresivo afectó su memoria. El 2 de octubre de 2001 falleció en la ciudad de Neuquén.

## Homenajes
En 1997 la Municipalidad de Plottier hizo un Homenaje a la Trayectoria y, más adelante, puso su nombre a una calle de esa localidad. La legislatura provincial de Neuquén lo homenajeó el 31 de octubre de 2001. En noviembre de 2003, con el auspicio de la Secretaría de Cultura de la Municipalidad de Neuquén, apareció un libro póstumo llamado Milton Aguilar, memorias de un hombre tierra, en el que aparecen poemas, fotos y cartas personales recopilados por sus hijos Yepún y Rayhuán.
En su casa natal de Bajada del Agrio se colocó una placa recordatoria y la radio municipal en reconocimiento como personalidad destacada de su localidad, lleva su nombre Radio Municipal Milton Aguilar FM 91.1. En Junín de los Andes una calle lleva su nombre. En 2010 el concejo deliberante de Neuquén lo homenajeó escuchando la lectura de un poema suyo, leído por su hija Suyai.
Además la Municipalidad de Neuquén dio su nombre a una plaza y también forma parte del reconocimiento a "Conociendo Neuquinos" en el paseo del Parque Central.
El 7 de noviembre de 2018 la Legislatura Provincial Neuquina, vivió un momento de grandes emociones en el recinto cuando decidió tratar la resolución por la cual se declarara como Personalidad Ilustre Post Mortem a Don Milton Aguilar, comunicador, poeta, recitador y figura saliente de la historia cultural de nuestra provincia.
En el año 2019 durante la XXVII Fiesta del Agricultor y II del Río Agrio el vicegobernador de la provincia de Neuquén homenajeó a su figura recordando que “fue un hombre que independientemente donde estaba, siempre se acordaba de su gente gaucha. Él decía, inclusive, que estando en otros lugares, extrañaba las caricias que le daba el viento que soplaba por el Agrio. La extrañaba, y la extrañaba de verdad”.
En 2019 Quimey Neuquén formó parte de la selección realizada por Abel Gilbert y Martín Liut Territorios de la música argentina Las mil y una vida en canciones, "poque comparten su capacidad de resistir al paso del tiempo, no como objetos congelados sino como productos móviles y vitales de nuestra cultura, cuyos usos sociales han sido diversos".
A decir de Vicky Chávez, historiadora neuquina, su vida fue la de un gran poeta, recitador, locutor neuquino que supo ponerle versos al amor que sentía por la Tierra Madre. Milton Aguilar es una figura indiscutible de la historia regional y nacional: su recitado era poesía, su amor por la tierra de los mapuches, su desvelo.

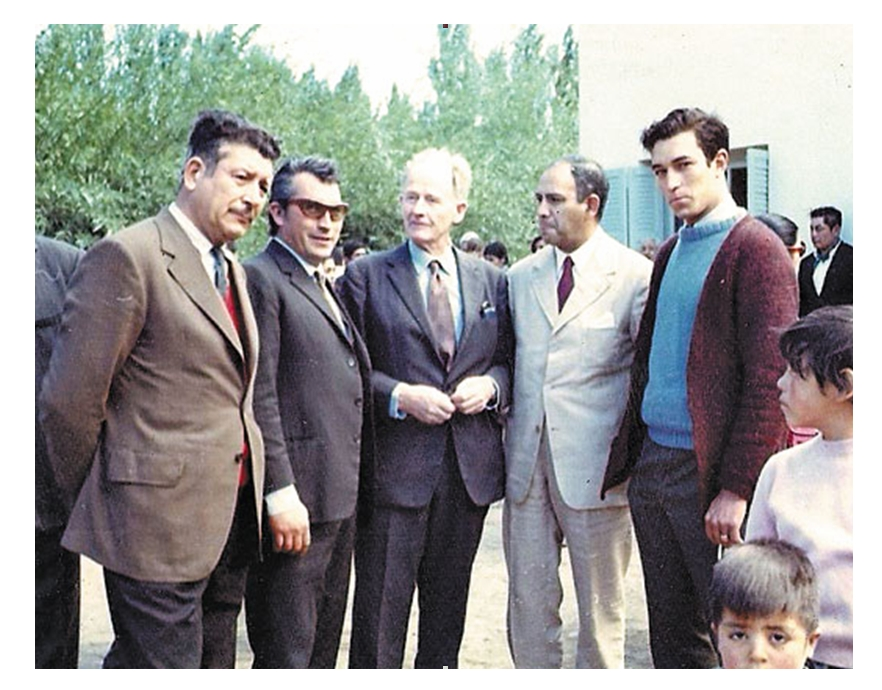
Milton Aguilar y Marcelo Berbel